# Cripta della Madonna della Grotta
La cripta della Madonna della Grotta è una chiesa rupestre ipogea situata nel comune di Ortelle in provincia di Lecce. La costruzione della cripta risale al XIII secolo.

## Descrizione
Scavata interamente nel banco tufaceo, presenta una pianta a tre navate absidate con absidi laterali quadrangolari e abside centrale semicircolare, con aggiunta di due avancorpi lungo gli ingressi e di un campanile a vela.
Gli altari esistenti sono tre: nell'abside centrale vi è quello dedicato alla Madonna delle Grazie, nell'abside di sinistra è ospitato l'altare di Sant'Eligio, a destra quello dei Santi Medici; nella zona antistante la navata destra vi era probabilmente un quarto altare dedicato a Santa Chiara.
L'altare della Madonna delle Grazie presenta un'immagine della Vergine posta fra due angeli adoranti. La figura della Madonna è databile al XIX secolo mentre i due angeli adoranti risalgono al XVII secolo.
Nell'altare di Sant'Eligio è raffigurato il santo con quattro scene di miracoli tratte dalla sua vita. Nell'intradosso della lunetta, in due ovali sono raffigurati i Santi apostoli Giacomo e Filippo. Le immagini di Sant'Eligio e San Fortunato si trovano negli spazi posti tra gli altari absidali e sono databili alla fine del XVII secolo.
L'altare dei Santi Medici, ridipinto nel Settecento, presente l'affresco dei due santi affiancati da San Nicola e da San Liborio.
L'interno della grotta, in passato interamente ricoperto da dipinti, conserva altre immagini.
Sulla parete a destra dell'altare dei Santi Medici, vi è una Madonna col Bambino che regge un uccellino (rappresentante la passione) raffigurata secondo lo schema della maestà e di sapore tardo-gotico databile al XV secolo. 
Sul pilastro dell'arco che delimita la navata di destra è raffigurata la Santissima Trinità. Sulla parete destra, nel luogo dove era addossato l'altare di Santa Chiara, si trova l'immagine più enigmatica dell'intera decorazione pittorica della cripta: l'Eterno Padre, tra due angeli svolazzanti, che protegge due figure femminili (entrambe raffigurerebbero la Vergine Maria) che reggono un drappo con tre cerchi raffiguranti la Flagellazione, la Crocifissione e la Resurrezione di Cristo.
Su di una parete sono inoltre difficilmente visibili i nimbi ed i volti di una teoria di santi andata ormai quasi distrutta. Rappresenta l'affresco più antico della cripta databile al XIV secolo.